# Yelena Grigoryeva
Yelena Grigoryeva (1977 o 1978-San Petersburgo, 21 de julio de 2019) fue una activista por los derechos humanos rusa, que formaba parte de la Alianza de Heterosexuales y Personas LGTB por la igualdad de derechos en San Petersburgo.

## Activismo
Yelena Grigoryeva vivía en San Petersburgo y se hizo un nombre como activista de derechos humanos y activista política, por ejemplo:
- con los tártaros de Crimea, un grupo étnico musulmán de habla turca en Crimea (anexada por Rusia); también criticó la política rusa en Ucrania;[4]
- con los homosexuales, bisexuales y transexuales (LGBT) que se enfrentan a numerosos tabúes, prejuicios y restricciones legales en Rusia; percibía la lucha por los derechos LGBT como una resistencia social[5] y fue detenida por ello en 2019;[6]
- con los camioneros que protestaban contra los peajes;
- con los presos de las cárceles rusas;[7]
- con las hermanas María, Angelina y Krestina Chatshaturian, tres jóvenes de Moscú que mataron a su padre porque había abusado de ellas.[8]

En una de sus protestas individuales apareció con la boca cerrada con cinta adhesiva y un cartel: «Hay más de cinco millones de personas LGBT en Rusia. Viven escondidos debido a la ignorancia y el odio de la sociedad.» Las manifestaciones por los derechos LGBT son ilegales en Rusia y constituyen un delito.

## Asesinato
En la noche del 21 de julio de 2019, su cuerpo fue hallado en el barrio donde vivía. El cuerpo presentaba heridas de arma blanca y marcas de estrangulamiento. Fue encontrada entre 12 y 16 horas después del crimen. Como resultado, un kirguís, previamente condenado, fue arrestado como sospechoso. Los investigadores afirmaron tener evidencia de que «el asesinato ocurrió en el contexto de un conflicto personal»; el sospechoso la habría herido ocho veces con un cuchillo en la cara y la espalda mientras estaba borracho. La organización LGBT de San Petersburgo Wichod expresó sus dudas sobre los resultados de la investigación y exigió la publicación de las presuntas pruebas de que no existían otros motivos para el crimen. El 12 de octubre de 2020, fue sentenciado a ocho años y un mes de prisión.
Antes del asesinato, Grigoryeva recibió varias amenazas por distintos medios. La página web de noticias de San Petersburgo Fontanka informó que Grigoryeva y otros activistas figuraban en un sitio web que pedía actos de violencia contra los homosexuales y sus partidarios. Los activistas homofóbicos se habían jactado de sus ataques allí. Grigoryeva y su abogado denunciaron las amenazas a la policía, pero no hubo una «reacción notable». El activista Dinar Idrissov y otros activistas de derechos humanos señalaron que Grigoryeva había sido amenazada de muerte en varias ocasiones. Dos días antes de su muerte violenta, publicó en Facebook instrucciones sobre cómo comportarse si uno capta la atención del grupo militante «Pila protiv LGBT» (sierra contra los LGBT). Este grupo anónimo lleva listas de posibles víctimas y las amenaza con «obsequios crueles».